# Cassinelle
Cassinelle – miejscowość i gmina we Włoszech, w regionie Piemont, w prowincji Alessandria.
Według danych na styczeń 2010 gminę zamieszkiwały 944 osoby przy gęstości zaludnienia 39,7 os./1 km².